# Lyngsåsa
| 1924, från vattnet |  | 1932, från trädgården |
| 1924, från vattnet |  | 1932, från trädgården |

Lyngsåsa (tidigare Bergshyddan) är en stor villa vid Baldersvägen i Dalarö, uppförd 1921 av förläggaren Erik Åkerlund. 
Efter Åkerlunds död 1940 förvärvades fastigheten av redaren Sture Persson. Från 1958 till 2006 disponerades Lyngsåsa av Dalarö folkhögskola.
Den bevarade slottsliknande villan är omgiven av 20 000 kvadratmeter varierad parkmiljö invid havet. Området har utvecklats för bostäder av BTH Bostad i samarbete med arkitektkontoret Brunnberg & Forshed. I en första fas byggs 13 moderna hus med stildrag från klassiska villor i Dalarö. Husen kommer bestå av 51 lägenheter.